# Rathaus (Weißenhorn)

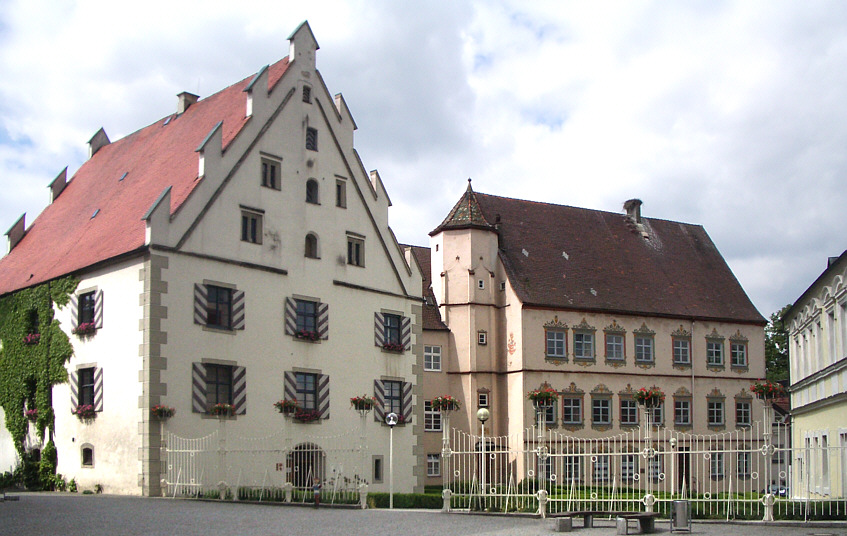
Rathaus Weißenhorn: Fugger- und Neuffenschloss

Das Rathaus in Weißenhorn ist Rathaus und Sitz der Stadtverwaltung Weißenhorn im schwäbischen Landkreis Neu-Ulm in Bayern. Es umfasst folgende historische Gebäude
- Altes Schloss Weißenhorn (sogenanntes Rechbergschloss oder auch Neuffenschloss)
- Neues Schloss Weißenhorn (sogenanntes Fuggerschloss)
- Mittelbau

## Geschichte
Das Fugger-Schloss (oder Neue Schloss) wurde 1513/14 unter Jakob Fugger errichtet. Das nahe gelegene Rechberg- oder Neuffenschloss war bereits 1460/70 von Jörg von Rechberg am Schloßberg erbaut worden. Die Fugger, die die Grundherrschaft in der Stadt über Jahrhunderte innehatten, machten Weißenhorn zu einer blühenden Handelsstadt.
Die beiden Schlösser wurden später durch einen Zwischenbau verbunden, der in seiner jetzigen Form wohl um 1735 über den Fundamentresten eines Vorgängerbaus der Schlossanlage erbaut wurde. Bei den städtebaulichen Sanierungen 1989 wurden hier Teile der ehemaligen Zwingermauer wiedererrichtet. Seit 2013 werden die Gebäude als Rathaus und Sitz der Stadtverwaltung genutzt.

## Baubeschreibung
Der dreiteilige Komplex (beide Gebäude und der Mittelbau) westlich der Pfarrkirche mit vorgelagertem Hof sind als Baudenkmale gelistet:
- Neuffenschloss: dreigeschossiger Satteldachbau mit Zinnen auf den Giebelschrägen, um 1460/70, um 1730 barockisiert; sämtliche Gebäudeteile mit Ausstattung.
- Fuggerschloss: dreigeschossiger Satteldachbau mit Treppenturm im Nordosten, 1513/14 erbaut, wohl im zweiten Viertel des 16. Jahrhunderts verändert.
- Mittelbau: dreigeschossiger Satteldachbau als Verbindungstrakt zwischen den beiden Schlössern, an Stelle dreier Arkaden des 16. Jahrhunderts um 1735 errichtet.